# XrossMediaBar

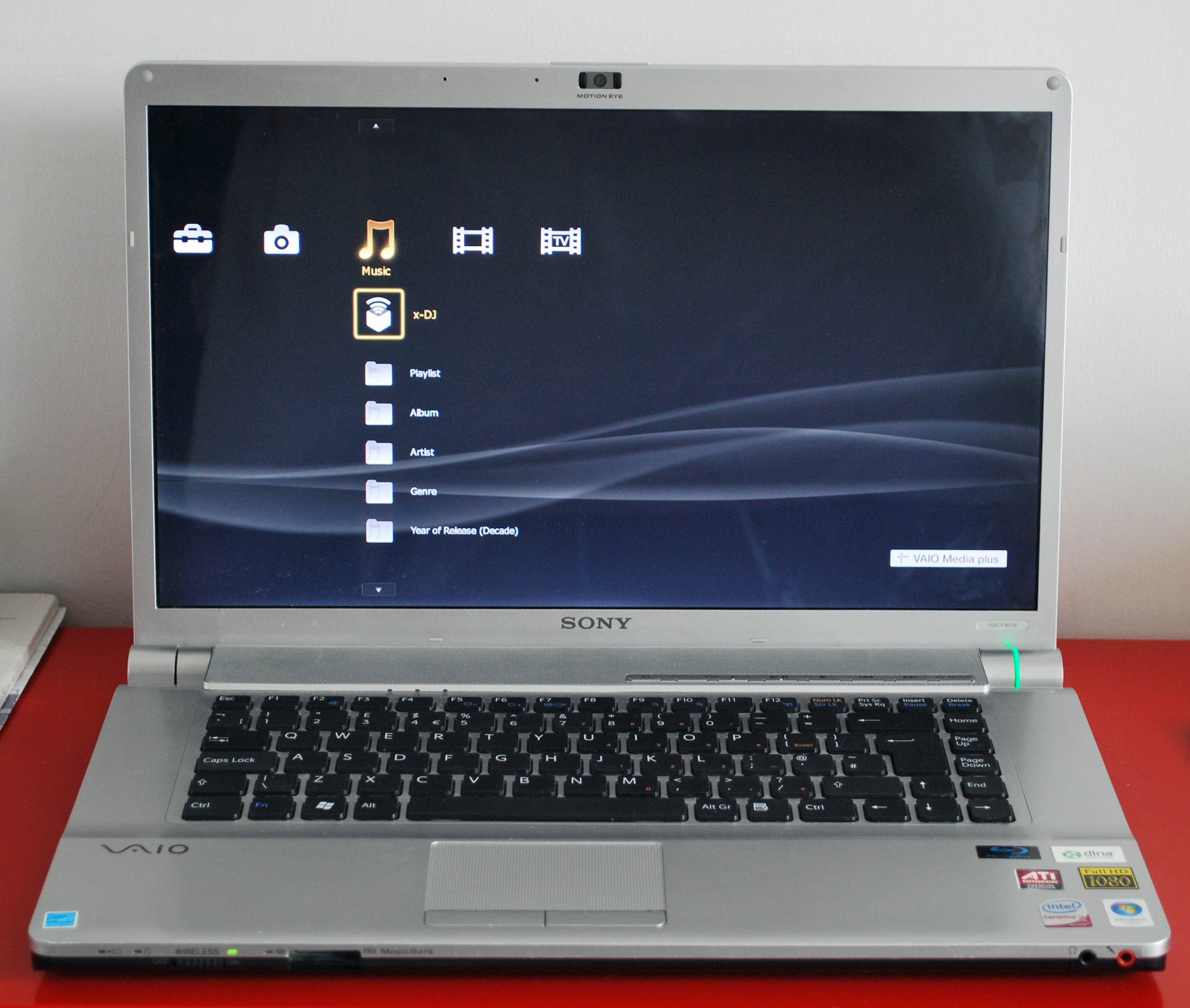
Interfejs XrossMediaBar wyświetlany na laptopie Sony Vaio

XrossMediaBar (skr. XMB od ang. Cross Media Bar) – interfejs użytkownika wykorzystywany do obsługi konsoli PlayStation 3, przenośnej konsoli PlayStation Portable (PSP), systemu multimedialnego PSX (różny od konsoli PlayStation i PSOne) oraz w telewizorach i odtwarzaczach Blu-Ray BRAVIA.
Dzięki zastosowaniu tego systemu możliwe jest łatwe i szybkie odnajdywanie wszelkich opcji, gdyż są one pogrupowane tematycznie.
W PSP wyróżniamy kategorie: Settings, Photo, Music, Video, Game, Network, a każda z nich ma kilka możliwych opcji tematycznych, np. kategoria Network:
- Online Instruction Manuals
- LocationFree Player
- Remote Play
- RSS Channel
- Internet Browser
- PlayStationSpot
- Portable TV

W oprogramowaniu 3.90 i wyższych dodatkowo dostępny jest Skype (tylko PSP S&L) i Go!Messenger.
Niektóre pozycje są dostępne jedynie dla japońskiej wersji PSP z najnowszą wersją oprogramowania układowego.
Od oprogramowania 3.10 dla PS3 w XMB można ustawić także język polski.